# Joan Ignasi Puigdollers i Noblom
Joan Ignasi Puigdollers i Noblom (Barcelona, 8 de setembre de 1944) és un polític català, que va ser Conseller de Medi Ambient i Habitatge entre el 30 de juliol de 1997 i el 29 de novembre de 1999.
Es va llicenciar en Ciències Econòmiques per la Universitat de Barcelona (UB) i posteriorment es va diplomar per l'IESE en Graduat social. Entre 1968 i 1971 va treballar com a professor adjunt a la Universitat de Barcelona. En el sector privat ha treballat especialment en la gerència i direcció financera de diverses empreses del sector metal·lúrgic, tant a nivell intern com a consultor extern, especialment col·laborant amb Oliver Wymar i amb Mercer Consulting, de la qual va ser conseller. Ha estat conseller delegat de TABASA, de Túnels del Cadí SAC, president i conseller delegat de Gestió d'Infraestructures, SA (GISA) i conseller delegat de Regs de Catalunya, SA (REGSA), entre d'altres.
Va ser conseller de Medi Ambient de la Generalitat de Catalunya del 1997 al 1999 i ha estat secretari general dels departaments d'Agricultura, Ramaderia i Pesca i de Política Territorial i Obres Públiques i secretari del Govern i de relacions amb el Parlament. El 4 de març de 2011 va esdevenir el Síndic de la Sindicatura de Comptes de Catalunya.
A títol social, va ser un dels patrons fundadors del Banc dels Aliments i hi col·labora com a voluntari.